# Mayna
Mayna is een geslacht uit de familie Achariaceae. De soorten uit het geslacht komen voor in het noorden van Zuid-Amerika en de delen van Centraal-Amerika die aan de Golf van Mexico grenzen.

## Soorten
- Mayna grandifolia (H.Karst. & Triana) Warb.
- Mayna hystricina (Gleason) Sleumer
- Mayna odorata Aubl.
- Mayna pubescens (H.Karst. & Triana) Warb.
- Mayna suaveolens (H.Karst. & Triana) Warb.
- Mayna yasuniana Á.J.Pérez, Liesner & D.Santam.